# Славчо Загоров
Славчо Димитров Загоров е български и австрийски икономист, статистик и политик.

## Биография
Роден на 25 ноември 1898 г., в семейството на д-р Димитър Загоров (юрист и политик) и Сева Наумова-Загорова. Завършва гимназия с отличие, и започва да следва в Берлинския университет. Прекъсва следването си през 1917 г., за да вземе участие в Първата световна война. След войната продължава учението си по правни науки в Берн и Инсбрук, а след това държавни науки в Лайпциг, където защитава докторат по икономически и социални науки. Завърнал се в България, става секретар на Главната дирекция на статистиката в периода 1922 – 1924 г. През 1924 – 1942 г. преподава в катедрата по статистика на Софийския университет, където достига до извънреден професор. Участва в програми по статистика, математика и национално стопанство в Харвард и Чикаго, 1933 – 1934 г. Назначен е за вещо лице по статистически проучвания в Обществото на народите (ОН), 1938 – 1939 г. Специализира в Лондонския колеж по икономика и политически науки (London School of Economics), като стипендиант на Рокфелеровата фондация. В периода от юни 1934 до 1937 година Загоров е главен директор на статистиката на Царство България.
Проф. Славчо Загоров е министър е на търговията, промишлеността и труда (23.10.1939 – 11.4.1942) след седмата промяна на кабинета във второто правителство на Георги Кьосеиванов и в първото правителство на професор д-р Богдан Филов.
През 1942 – 1944 г. Загоров е назначен за царски пълномощен министър в Берлин. След прекъсване на дипломатическите отношения с Германия (5 септември 1944) е интерниран в Бавария. Междувременно, в България през януари-февруари 1945 г. е задочно съден от т.нар. „Народен съд“ като „фашистки“ министър и осъден на смърт, конфискация на имуществото и лишаване от права.
След Втората световна война работи като професор по статистика в Регенсбург, Германия. В периода 1950 – 1954 г. е поканен да работи като професор по статистически изследвания в университета Станфорд (Stanford University) в САЩ. През 1955 г. издателството на университета публикува проучванията му в книгата „The Agricultural Economy of the Danube Countries“, в съавторство с Йено Вег и Александър Билимович (Alexander D. Bilimovich, Jenő Vegh) .
През 1955 г. се установява във Виена, където става професор по статистика, чак до смъртта си през 1970 г. Проф. д-р Славчо Загоров е председател на Австрийското статистическо дружество, декан на Факултета по право и държавни науки на Виенския университет, 1959 – 1960 г. Той създава университетския електронно-изчислителен център към Виенския университет, който известно време носи неговото име. През 1963 – 1965 г. е директор на Института за висша изследователска дейност към „Фондация Форд“.
Известният българин Загоров нито за миг не забравя родината си и през 1965 г. става член на Българското академично дружество „Д-р Петър Берон“ в Мюнхен, което има за цел да обедини прокудената от комунистическия режим научно-творческа мисъл на България.
През 1969 г. Загоров е награден за своите заслуги към науката със Златния медал на град Виена.
Умира от инфаркт на 14 декември 1970 г., погребан е във виенското гробище на Neustift am Valde в 19 район. Професор Славчо Загоров е баща на Димитър /Митко/ Сл. Загоров (Mitko Zagoroff), американски рационализатор и инженер (17 февруари 1935 – 9 юни 2010) и на Радка Загорова (Radka Donnell Vogt), швейцарска поетеса, романистка и публицистка (24 ноември 1928 – 13 февруари 2013 г.).